# EPresse
ePresse est un kiosque virtuel de distribution de presse au format numérique, créé en 2011 et exploité par la société française Toutabo, filiale du groupe suédois Readly AB (en). Le 18 juin 2024, le groupe français Cafeyn rachète Toutabo/ePresse au suédois Readly AB.

## Historique
ePresse a été créé en 2010 par le GIE ePresse Premium, regroupant sept actionnaires : La Société du Figaro, le Groupe Les Échos, Amaury (L’Équipe et Le Parisien), Groupe Express Roularta (L'Express), SARL Libération, le Nouvel Observateur du Monde SA et Le Point. En juillet 2011, le GIE ePresse Premium est créé afin de gérer différents projets et études pour ses éditeurs fondateurs, sur des sujets non-concurrentiels et fédérateurs tels que, le remplacement de AdWords par Ligatus, lutte contre le piratage des versions PDF des journaux et magazines via LeakID, création du Moteur avec Orange.
En avril 2012 a lieu la création du kiosque ePresse sur une base technologique miLibris, avec un  inventaire de 15 titres appartenant aux fondateurs, consultables sur tous supports numériques avec un seul compte. ePresse fournit alors les titres  de la PQN au  kiosque Orange, Read&Go. En juillet 2012, le catalogue s'enrichit de titres n'appartenant pas aux fondateurs : Valeurs Actuelles, La Dépêche du Midi, La Croix, L'Humanité, etc.
En décembre 2012, le GIE atteint la centaine de journaux avec l'arrivée des titres du groupe Mondadori, puis de Prisma. Puis, en juillet 2013, les titres Lagardère entrent dans l'inventaire et le kiosque ePresse passe la barre des 200 titres. Les offres thématiques sont lancées (info, sport, business) et les premiers clients BtoB arrivent (SNCF, Jara Productions, Alliance Française). En septembre 2014, le catalogue dépasse les 400 titres et ePresse propose désormais près de 80% des 100 titres les plus vendus en France, contre un peu plus de 50% pour ses concurrents.
En juillet 2015, le GIE ePresse Premium cède ePresse à la société Toutabo. En juin 2016, ePresse signe un partenariat avec SFR de distribution d'une partie de son catalogue sur SFR Presse.
En octobre 2017, le catalogue dépasse les 850 titres, et voit le lancement d'une offre de lecture illimitée sur plus de 300 titres de presse et magazines en partenariat avec le groupe Orange.
À la fin du 1er trimestre 2018, ePresse lance une nouvelle offre grand public à 9,99 € en illimité incluant plus de 310 journaux et magazines dont l'essentiel de la presse quotidienne nationale française et presse quotidienne régionale.
Cette offre est tout de suite un grand succès et répond à l'attente des éditeurs.
En octobre 2021, la société Toutabo est acquise par Readly AB (en), le leader européen de la distribution de presse numérique.
Le 18 juin 2024, le groupe français Cafeyn rachète Toutabo/ePresse au suédois Readly AB, afin d'assurer « sa consolidation sur le marché français ». Il pourra ainsi compléter son offre de kiosque numérique avec les titres de presse d'éditeurs en contrat avec ePresse mais pas avec Cafeyn.

## Activité
ePresse distribue sous format numérique plus de 850 journaux et magazines[réf. nécessaire], dont l’essentiel de la presse quotidienne nationale, régionale, d'actualité, people et féminine. Les titres sont distribués sous forme de fac-similé au format PDF et sous format redécoupé pour permettre la lecture à l'article unique. La commercialisation des titres se fait à l'unité, dans le cadre de vente de crédits, à l'abonnement ou dans le cadre de forfaits télécom. Le kiosque est accessible sur internet et sur l'App Store et le Play Store.